# Хаузен ам Тан
Хаузен ам Тан (њем. Hausen am Tann) општина је у њемачкој савезној држави Баден-Виртемберг. Једно је од 25 општинских средишта округа Цолерналб. Према процјени из 2010. у општини је живјело 484 становника. Посједује регионалну шифру (AGS) 8417029.

## Географски и демографски подаци
Хаузен ам Тан се налази у савезној држави Баден-Виртемберг у округу Цолерналб. Општина се налази на надморској висини од 745 метара. Површина општине износи 8,5 km². У самом мјесту је, према процјени из 2010. године, живјело 484 становника. Просјечна густина становништва износи 57 становника/km².